# 新街口外大街
39°57′26″N 116°21′53″E / 39.95713°N 116.36484°E
新街口外大街是位于北京市西城区与海淀区交界处的一条大街。

## 简介
新街口外大街南起北二环积水潭桥，北至北三环北太平桥，是北京西北部的城市主干道路。北太平桥以北与北太平庄路相连，积水潭桥以南与新街口北大街相连。
1950年，新街口拆城墙造出豁口，即新街口豁口，修跨河桥（跨北护城河），至1952年修成砾石路，1954年修成简易沥青路面。1979年至1980年拓宽。2000年代再次拓宽至今天的宽度。